# Patella
Patella eller knäskålen är ett tjockt triangulärt ben som skyddar framsidan av knät. Patella är kroppens största sesamben och sitter i quadriceps sena vilket ger en större hävarm för muskeln.

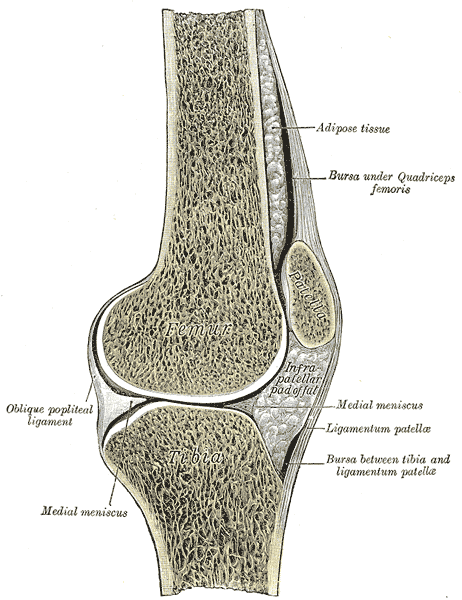
Patellas position i knät

## Patellarreflex
Patellareflex kallas den hastiga framåtpendling av underbenet som normalt utlöses genom ett slag mot knäsenan när benet hålls slappt hängande och böjt i knäleden. Rörelsen beror på en kontraktion i den stora sträckmuskeln på lårets framsida. Patellareflexen kan vara livlig eller svag och finnas på den ena eller båda sidor. Den ger information om ryggmärgen eller hjärnan är skadad.